# Glow by JLo

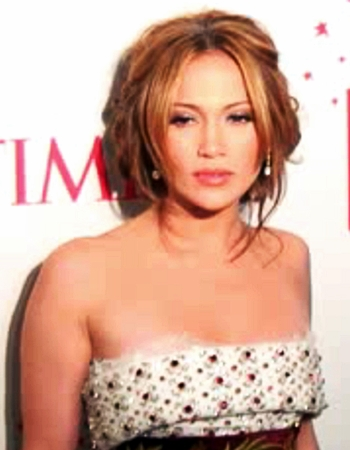
Jennifer Lopez år 2006.

Glow by JLo är en parfym för kvinnor skapad av den amerikanska artisten Jennifer Lopez och utgiven av Coty Incorporated. Den skapades år 1998 i samband med Lopez' klädlinje J.Lo by Jennifer Lopez. Inför utgivningen förutspådde media att produkten skulle bli en kommersiell flopp. Parfymen sålde bättre än förväntat och blev till slut en av USA:s bäst säljande. Glow Industries lämnade in en stämningsansökan för att Lopez och Coty inte skulle använda "Glow" i namnet men domaren avfärdade denna. Tillsammans med artistens klädlinje hade parfymen tjänat in över 300 miljoner dollar år 2004.
Efter utgivningen har Glow-märket fått flera liknande parfymer. Den första var Miami Glow och den senaste L.A. Glow. I maj 2012 gav Lopez ut sin artonde parfym under namnet Glowing by JLo. Lopez beskrev produkten som en "evolution" och "fortsättning" på Glow by JLo. Parfymen uppmärksammade också tio-årsjubileet av Lopez' och Cotys samarbete. Efter utgivningen av artistens första parfym har hon uppmärksammats för att ha infört trenden med kändisparfymer och inspirerat artister som Halle Berry, Beyoncé, Lady Gaga och Madonna att göra sina egna motsvarigheter.